# Ce n'est pas toi que j'attendais
Ce n'est pas toi que j'attendais est un roman graphique et une bande dessinée autobiographique écrite par Fabien Toulmé, publiée en 2014 par Delcourt dans la collection Encrages. Il y raconte la naissance et la petite enfance de sa seconde fille, atteinte du syndrome de Down, non détecté pendant la grossesse.

## Synopsis
L'histoire retrace l'évolution de la grossesse de Patricia, l'épouse du personnage principal, Fabien Toulmé.
Fabien Toulmé, le narrateur, et son épouse Patricia ont un premier enfant, Louise. Alors qu'ils sont au Brésil depuis cinq ans, une seconde grossesse commence. Lors des examens prénataux, le père est angoissé à la perspective d'une trisomie 21 mais les médecins sont rassurants. La famille revient s'installer en France et la grossesse évolue paisiblement. Après la naissance de Julia, Toulmé décèle chez le nourrisson des indices inquiétants de trisomie et apprend que l'enfant présente un grave problème cardiaque. Les procédures médicales se succèdent jusqu'au diagnostic : Julia est porteuse du syndrome de Down. Toulmé témoigne de son incapacité à s'attacher au bébé de prime abord. Le lecteur suit l'acceptation du handicap de Julia par ses proches, mais aussi son adaptation dans la société. Fabien Toulmé, qui connaît mal ce handicap, s'inquiète de l'avenir de son enfant, craint le regard des autres, éprouve de la colère face à cette injustice,...  Le livre raconte l'évolution de la relation entre le père et sa fille : il a tout d'abord du mal à accepter cette enfant différente mais il finit par ressentir un amour fusionnel pour Julia, narrant ses émotions : « la peur, la colère, le rejet, la tristesse, la culpabilité, l'accablement, puis le courage, la tendresse et, bien sûr, l'amour », la fierté, la tendresse.

## Personnages principaux
- Fabien Toulmé : personnage principal et narrateur, époux de Patricia, père de Louise et Julia.
- Patricia Toulmé : épouse de Fabien et mère de Louise et Julia. Elle vit avec une certaine sérénité la naissance de Julia[5].
- Louise Toulmé : fille aînée de Fabien et Patricia, sœur de Julia[1]. Elle accepte sans hésitation le bébé[2].
- Julia Toulmé : fille cadette de Fabien et Patricia, atteinte de trisomie 21.

## Genèse de l'œuvre
Fabien Toulmé, ingénieur de formation, s'est investi dans la bande dessinée après un long séjour au Brésil, où les artistes cherchent à développer ce mode d'expression. Il participe à divers collectifs avant d'être remarqué par un directeur de collection chez Delcourt. Tout en exerçant son métier dans la journée, il réalise ce premier roman graphique pendant les soirées.
Réaliser l'album a pris deux ans. L'auteur n'a pas inscrit l'ouvrage dans une démarche éducative mais plutôt comme un témoignage personnel sur son cheminement afin de dédramatiser la situation : « une histoire qui me paraissait belle et susceptible d’être appréciée par les gens qui la liraient ».  S'il est content à l'idée que l'ouvrage permette de sensibiliser, il a « seulement voulu raconter une belle histoire ». Après la naissance, Toulmé ne parvient pas à s'attacher au bébé mais, lorsque l'enfant subit une opération du cœur, il comprend qu'il serait profondément malheureux qu'elle n'y survive pas.

## Choix artistiques
Dans cet ouvrage de 254 pages, Toulmé emploie une « bichromie douce » et ajoute des pointes d'humour. Le trait est simple et clair, rappelant celui de Dupuy-Berbérian, le découpage sans surprise.
Les bandes dessinées autobiographiques sur la trisomie 21 ou la paternité d'un enfant handicapé sont assez rares,, voire sans précédent avant celle-ci. L'auteur n'a pas rédigé l'œuvre dans un objectif didactique, plutôt comme un témoignage.
Toulmé montre ses réactions de rejet, comme le refus de prendre le bébé dans ses bras après la naissance, les réactions de passants, de médecins... Il s'en veut et cherche un coupable, avant de s'abandonner à des moments de tendresse, de bonheur et de rire. Il « fait preuve d’une franchise absolue » sur ses sentiments, attitude qui peut dérouter le lecteur. L'artiste finit par être conquis par la « bonne humeur contagieuse » de son enfant, puisant des forces dans la relative sérénité de son épouse. L'album évoque également les nombreuses démarches médicales nécessaires à la santé de sa fille.

## Accueil critique
Le titre est de nature à inspirer un certain malaise, même s'il est atténué par le deuxième de couverture : « Mais je suis quand même content que tu sois venue »,,.
L'ouvrage est favorablement accueilli comme une bande dessinée sensible et touchante, teinté d'humour et sans pathos ni misérabilisme,. Avec sincérité, Toulmé met en scène les émotions qui le débordent. Le récit est un « manifeste de tolérance ». Le dessin en bichromie est décrit comme « tout en douceur » et l'ouvrage est accessible à tous les publics,,. Le propos de fond et la forme choisie attirent des chroniques positives également dans Le Devoir.
Par la suite, Toulmé est sollicité à plusieurs reprises par des associations en lien avec le handicap, notamment celui des enfants, qui l'invitent à témoigner de son expérience lors de rencontres,. En août 2017, les ventes de l'album représentent 25 000 exemplaires. Des parents trouvent un certain apaisement à la lecture du livre.